# Козарівська сільська рада (Канівський район)
Коза́рівська сільська́ ра́да — адміністративно-територіальна одиниця та орган місцевого самоврядування в Канівському районі Черкаської області. Адміністративний центр — село Козарівка.

## Населені пункти
Сільській раді підпорядковані населені пункти:
- с. Козарівка
- с. Бересняги
- с-ще Орловець
- с. Синявка

## Загальні відомості
На півночі та північному сході територія ради межує із Потапцівською, на сході — з Курилівською, на південному сході — з Литвинецькою, на півдні — з Степанецькою сільрадами, на заході рада має кордон з Київською областю.
Спочатку рада мала в підпорядкуванні лише села Козарівка та Синявка. Пізніше до ради була приєднана територія колишньої Береснягівської сільради з селами Бересняги та Орловець.
Населення сільради — 649 осіб (2009; 789 осіб в 2007).
На півдні територія сільради виходить до лівого берега річки Росава, південно-західні межа з Київською областю проходить по лівій притоці Росави — річці Шевелуха. Села Козарівка та Синявка розташовані на невеликій річці без назви, яка протікає територією Київської області та Потапцівської і Козарівської сільрад Черкаської області і має місцеве значення. Бересняги розташовані на невеликій притоці Шевелухи. На цих річках створено декілька ставків.
На територію сільради заходить асфальтована автодорога від села Степанці, яка проходить через Синявку на Бересняги з відгалуженнями на Козарівку і Орловець. Територією до війни проходила залізниця Канів-Миронівка, від якої зараз лишився лише насип.

## Склад ради
Рада складається з 12 депутатів та голови.
- Голова ради: Гладунов Михайло Адамович
- Секретар ради: Хорош Ніна Григорівна

### Керівний склад попередніх скликань
| Прізвище, ім'я, по батькові | Основні відомості                                                         | Дата обрання | Дата звільнення |
| --------------------------- | ------------------------------------------------------------------------- | ------------ | --------------- |
| Гладунов Михайло Адамович   | Сільський голова, 1953 року народження, освіта вища                       | 26.03.2006   | 31.10.2010      |
| Гладунов Михайло Адамович   | Сільський голова, 1953 року народження, освіта вища, член Партії регіонів | 31.10.2010   |                 |

Примітка: таблиця складена за даними сайту Верховної Ради України

### Депутати
За результатами місцевих виборів 2010 року депутатами ради стали:

#### За суб'єктами висування
| Суб'єкт висування           | Кількість обраних депутатів | %    |
| --------------------------- | --------------------------- | ---- |
| Самовисування               | 11                          | 91,7 |
| Комуністична партія України | 1                           | 8,3  |

#### За округами
| № округу                    | Прізвище, ім'я, по батькові  | Дата визнання обраним | Освіта             | Партійна приналежність             | Відомості про обраного депутата           |
| --------------------------- | ---------------------------- | --------------------- | ------------------ | ---------------------------------- | ----------------------------------------- |
| Комуністична партія України |                              |                       |                    |                                    |                                           |
| 12                          | Фурса Володимир Іванович     | 03.11.2010            | середня            | позапартійний                      | одноосібник                               |
| Самовисування               |                              |                       |                    |                                    |                                           |
| 1                           | Хорош Любов Андріївна        | 03.11.2010            | середня спеціальна | позапартійна                       | Ощадбанк 3284/019, касир                  |
| 2                           | Хорош Ніна Григорівна        | 03.11.2010            | середня            | позапартійна                       | Козарівська с/р, секретар                 |
| 3                           | Кипа Світлана Миколаївна     | 03.11.2010            | середня            | позапартійна                       | Козарівська с/р, касир                    |
| 4                           | Кипа Віра Андріївна          | 03.11.2010            | вища               | член Партії регіонів               | Козарівська НВК, директор                 |
| 5                           | Лисиця Ольга Іванівна        | 03.11.2010            | середня спеціальна | позапартійна                       | Козарівська НВК, кухар                    |
| 6                           | Іонова Валентина Анатоліївна | 03.11.2010            | середня            | позапартійна                       | тимчасово не працює                       |
| 7                           | Демідова Ольга Вікторівна    | 03.11.2010            | середня            | член Соціалістичної партії України | тимчасово не працює                       |
| 8                           | Кучер Ганна Семенівна        | 03.11.2010            | середня спеціальна | позапартійна                       | Козарівська с/р, землевупорядник          |
| 9                           | Дудковська Людмила Василівна | 03.11.2010            | середня спеціальна | позапартійна                       | Козарівська с/р, головний бухгалтер       |
| 10                          | Сліпко Наталія Анатоліївна   | 05.12.2014            | вища               | позапартійна                       | Козарівська сільська рада, землевпорядник |
| 11                          | Білоус Василь Васильович     | 03.11.2010            | середня            | позапартійний                      | приватне підприємство                     |

## Природно-заповідний фонд
На землях сільради розташовано гідрологічний заказник місцевого значення Синявський.